# Anders Petersen

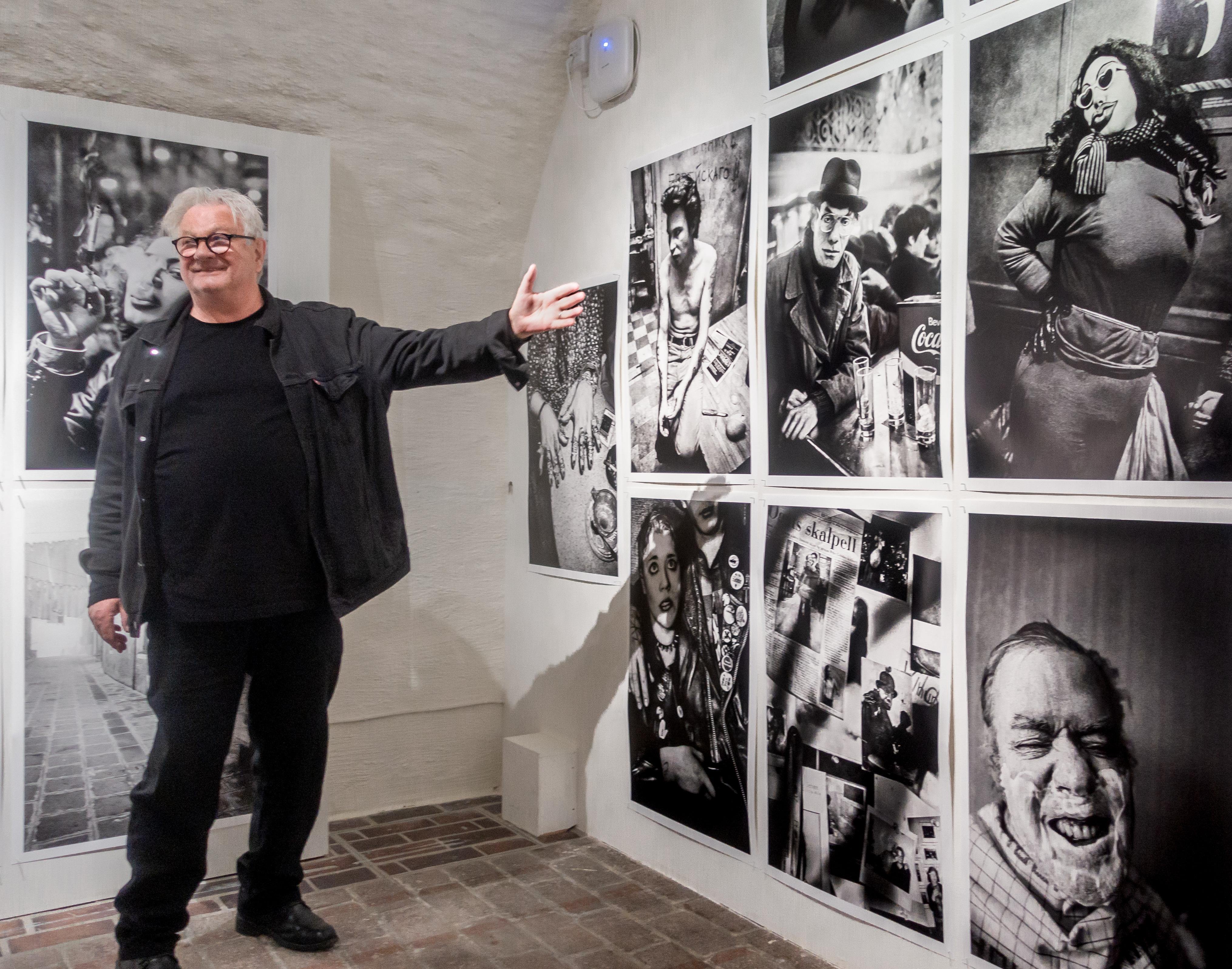
Anders Petersen presenterar sin utställning City Diary på Stadsmuseet i Stockholm 2021.

Knut Anders Fredrik Petersen, född 3 maj 1944 i Solna församling, är en svensk fotograf.
Anders Petersen utbildade sig vid Christer Strömholms fotoskola 1966-1968 och Dramatiska Institutet 1973-1974. Hans första bok, Cafe Lehmitz, publicerad 1978 i Tyskland, dokumenterar flera år i en bar med samma namn i Hamburg. Petersens mest spridda bild är antagligen omslagsfotografiet till Tom Waits skiva Rain Dogs från 1985.
Petersen har haft utställningar över hela världen; i Europa, Tokyo, New York, Istanbul och Moskva. Senast i Stockholm 2021 med utställningen City Diary.
Utöver fotografin har Petersen även verkat en del som skådespelare. 1970 spelade han huvudrollen i Stockholmssommar och 1995 hade han en statistroll i Buljong. 2006 gjordes en dokumentärkortfilm om Petersen med titeln En film om och med Anders Petersen.

## Priser och utmärkelser
- Fotografiska Museets Vänner
- Anna Riwkin-Brick Stipendiefond
- Författarfonden
- Stockholms Stad
- Konstnärsfonden
- Kodak, Germany 1978
- Bildkonstnärsfondens Stora Pris 1994
- Bästa svenska fotobok/Swedish Photo Book of the Year Award 1994-1996 (Ingen har sett allt)
- Cornea-priset, Svenska Fotografernas Förbund 1997
- Bernspriset 1998
- Arbetets museums Dokumentärfotopris 2001
- The Arles Photographer of the Year Award 2003
- Lennart af Petersens pris 2019

## Filmografi
- 1970 – Stockholmssommar
- 1995 – Buljong

### Fotnoter
1. 1 2 3  ”Anders Petersen”. Svensk Filmdatabas. http://sfi.se/sv/svensk-filmdatabas/Item/?type=PERSON&itemid=69095&iv=OVERVIEW. Läst 27 april 2013.
2. ↑  ”Anders Petersen: City Diary”. Stockholms stadsmuseum. https://stadsmuseet.stockholm.se/besok/tillfalliga-utstallningar/anders-petersen-city-diary/. Läst 9 september 2021.